# International Racquetball Federation
La International Racquetball Federation (IRF) è la federazione sportiva internazionale, riconosciuta dal CIO che governa lo sport della racquetball.